# Petr Kořenek
Petr Kořenek (* 23. srpna 1966 Vsetín) je český politik, v letech 2013 až 2017 poslanec Poslanecké sněmovny PČR, v letech 2010 až 2014 místostarosta města Vsetína a člen ČSSD.

## Život
Po absolvování všeobecné ekonomiky na Střední ekonomické škole ve Valašském Meziříčí a oboru vychovatel na Střední pedagogické škole v Přerově vystudoval učitelství na Pedagogické fakultě Univerzity Palackého v Olomouci (získal titul Mgr.).
Následně krátce působil ve vsetínské Jednotě (rok 1984) a na Základní škole Otrokovice, Trávníky (1984 až 1985). Od roku 1985 pracuje na Základní škole Vsetín, Luh, kde zastával i funkci zástupce ředitele a od roku 2005 pak ředitele školy.

## Politické působení
Třikrát neúspěšně kandidoval do Zastupitelstva města Vsetína. Nejdříve v komunálních volbách v roce 1994 jako nestraník za subjekt „Koalice ČMSS, SZ, HZ“, pak v komunálních volbách v roce 1998 jako nestraník za subjekt „Sdružení SZ, NK“ a v komunálních volbách v roce 2002 už jako člen ČSSD. Uspěl až v komunálních volbách v roce 2010, po kterých se stal zároveň místostarostou města. Ve volbách v roce 2014 obhájil post zastupitele města, ale pozici místostarosty si neudržel.
Do vyšší politiky se pokoušel vstoupit, když v krajských volbách v roce 2008 a v krajských volbách v roce 2012 kandidoval za ČSSD do Zastupitelstva Zlínského kraje, ale ani jednou neuspěl.
Neúspěšně se pokoušel dostat i do Poslanecké sněmovny PČR ve volbách v roce 2010. Ve volbách do Poslanecké sněmovny PČR v roce 2013 kandidoval ze třetího místa ve Zlínském kraji za ČSSD a byl zvolen. Od 5. prosince 2013 zastával pozici místopředsedy sněmovního ústavně právního výboru. Ve volbách do Poslanecké sněmovny PČR v roce 2017 obhajoval svůj poslanecký mandát za ČSSD ve Zlínském kraji, ale neuspěl.
Ve volbách do Senátu PČR v roce 2018 kandidoval za ČSSD v obvodu č. 77 – Vsetín. Se ziskem 8,84 % hlasů skončil na 4. místě. Ve volbách do Poslanecké sněmovny PČR v roce 2021 kandidoval na 3. místě kandidátky ČSSD ve Zlínském kraji, ale neuspěl, protože se strana vůbec do Poslanecké sněmovny nedostala.